# Żeneta tygrysia
Żeneta tygrysia (Genetta tigrina) – gatunek ssaka z podrodziny wiwer (Viverrinae) w rodzinie wiwerowatych (Viverridae). Ssak ten występuje w południowej Afryce i według IUCN nie jest zagrożony wyginięciem.

## Zasięg występowania
Żeneta tygrysia występuje w zależności od podgatunku:
- G. tigrina tigrina – Południowa Afryka (południowe regiony prowincji Przylądkowej Zachodniej do wschodniej części prowincji Przylądkowej Wschodniej)
- G. tigrina methi – Południowa Afryka (na południe od rzeki Umzigaba, Pondoland) oraz Lesotho

## Taksonomia
Gatunek po raz pierwszy opisał w 1776 roku niemiecki zoolog Johann von Schreber, nadając mu nazwę Viverra tigrina. Miejsce typowe według oryginalnego opisu to Przylądek Dobrej Nadziei (niem. von dem Vorgebirge der guten Hofnug) w Południowej Afryce. Podgatunek methi po raz pierwszy opisał w 1948 roku południowoafrykański zoolog Austin Roberts, bazując na okazie odłowionym u ujścia rzeki Umzigaba w Pondoland.
Wcześniej takson ten był uważany za gatunek konspecyficzny z G. maculata, jednak badania przeprowadzone w 2003 roku wsparły ważność tego taksonu. Rozpoznano dwa podgatunki.

### Etymologia
Nazwa rodzajowa: starofr. genette – żeneta. Epitet gatunkowy: łac. tigrinus tigrine – tygrysi, okratowany lub pasiasty jak tygrys, od tigris, tigridis – tygrys, od gr. τιγρις tigris, τιγριδος tigridos – tygrys. Epitet methi jest eponimem honorującym szwagra Austina Robertsa, Bertie Metha, który dostarczył okaz typowy.

## Morfologia
Długość ciała samców 46–58 cm, samic 42,7–56 cm, długość ogona samców 39–45,9 cm, samic 38,5–43,2 cm, długość tylnej stopy samców 8–9 cm, samic 7,7–8,5 cm, długość ucha samców 3,6–5,5 cm, samic 3,9–4,3 cm; masa ciała samców 1,6–2,1 kg, samic 1,4–1,9 kg. Brak wyraźnego dymorfizmu płciowego, samce są nieznacznie większe i cięższe od samic. Sierść jest koloru białożółtego lub szarego, na brzuchu szara lub białawoszara. Pasy na karku są dobrze zdefiniowane. Ciągły, pas grzbietowy koloru czarnego zaczyna się tuż za ramieniem. Na udach i ramionach występują duże plamy. Na twarzy znajduje się dobrze oznakowana maska, na pysku ciągnie się cienka, ciemna i pionowa linia; nad i pod oczami dobrze widoczne białe plamki. Długi ogon ma od siedmiu do ośmiu bladych pierścieni na przemian z ciemnymi. Szerokość bladych pierścieni w stosunku do ciemnych w środku ogona wynosi 50–75%; ciemne włosy otaczają ostatni jasny pierścień; końcówka ogona jest całkowicie ciemna. Tylne łapy są ciemne, z cienkim rzędem bladych włosów na ich przedniej powierzchni; tylna część przedramienia również jest ciemna. Górne części przedniej nóg i tylnych łap są lekko cętkowane. Posiada dwie pary sutków. Czaszka ma cienki grzebień strzałkowy. Tylna komora ucha wewnętrznego jest spłaszczona w porównaniu z komorą przednią i ma po stronie zewnętrznej ciągłą, krzywą linię. Wzór zębowy: I {\displaystyle {\tfrac {3}{3}}} C {\displaystyle {\tfrac {1}{1}}} P {\displaystyle {\tfrac {4}{4}}} M {\displaystyle {\tfrac {2}{2}}} = 40.

## Ekologia
Żeneta tygrysia zamieszkuje lasy, niziny, górskie fynbosy (wrzosowiska); często przebywa wśród gęstej roślinności. Czasami przebywa również w strefach nadbrzeżnych oraz w zaroślach i na otwartych obszarach. Wydaje się być gatunkiem nocnym: podczas badania w byłym Kraju Przylądkowym stwierdzono aktywność nocną. Jeden ssak był obserwowany jak odpoczywał w ciągu dnia w wydrążonym dębie, trzy metry nad ziemią. Prowadzi raczej samotniczy tryb życia, samicy podczas godów może towarzyszyć partner lub młode z ostatniego miotu. Terytorium osobnicze w Kwa-Zulu-Natal wynosi 50–100 ha.
Dieta żenety tygrysiej obejmuje gryzonie (afrosawannik namibijski (Micaelamys namaquensis) i uszkor bagienny (Otomys irroratus)), ptaki (kazarka egipska (Alopochen aegyptiaca) oraz gołębie (Columbidae)), owady (chrząszcze (Coleoptera) i prostoskrzydłe (Orthoptera)), pająki, dwuparce, kraby słodkowodne, dżdżownice oraz rośliny (nasiona, liście i trawa). Obserwowano ją również żerującą na wysypiskach śmieci. W prowincji Przylądkowej Wschodniej 372 odchody zawierały bezkręgowce (stawonogi, wije i pierścienice), kręgowce (małe ssaki, ptaki, gady i ryby), owoce i inne części roślin; dominującymi resztkami w odchodach były owady i trawa. Występuje zależność składu diety między siedliskiem a porami roku, co wydaje się być zależne od dostępności pokarmu. Ptaki pojawiają się rzadko w diecie, osiągając szczyt w okresie zimy i wiosny.
Okres rozrodczy jest słabo poznany; młode najprawdopodobniej rodzą się od stycznia do lutego, co sugerowała złapana w styczniu karmiąca samica. Młode, niedojrzałe ssaki schwytane w marcu osiągnęły masę 300 g i szacowano ich wiek na sześć tygodni.
Na żenecie tygrysiej stwierdzono występowanie wszołów z gatunku Parafelicola neoafricanus.

## Status zagrożenia i ochrona
W Czerwonej księdze gatunków zagrożonych Międzynarodowej Unii Ochrony Przyrody i Jej Zasobów został zaliczony do kategorii LC (ang. Least Concern – najmniejszej troski). Gatunek ten uważa się za powszechny, bez żadnych istotnych zagrożeń. Ssak ten jest zabijany przez rolników w odwecie za plądrowanie kurników, w tym celowo truty, zabijany jest też przez psy i koty. Żenety tygrysie są także ofiarami kolizji z pojazdami mechanicznymi. Skóry i ogony tych ssaków są czasami używane do produkcji tradycyjnych przedmiotów przez członków plemienia Zulu. Kawałki skóry mogą być również używane jako ozdoba nakryć głowy, a części ich ciała są używane do leczenia dolegliwości oczu. Zgłaszana była również konsumpcja ich mięsa. Występują w kilku chronionych obszarach w ich zasięgu, takich jak Góra Stołowa, Garden Route, w Parku Narodowym Addo Elephant, Kanionie Fish River i rezerwacie dzikich zwierząt Dwesa-Cwebe.